# Россетер, Фёдор Фёдорович
Фёдор Фёдорович Россетер (1816—?) — русский военный деятель,
генерал от инфантерии.

## Биография
Произведён в офицеры в 1835 году. В 1855 году произведён в полковники, на 1857 год в Лейб-гвардии Измайловском полку. На 1863 год управляющий Ставропольской Комиссариатской комиссией.  На 1864 год генерал-майор,  управляющий Омской Комиссариатской комиссией.
С  1866 года окружной интендант и член Военного совета Западно-Сибирского военного округа.            В 1874 году произведён в генерал-лейтенанты. С 1882 года окружной интендант Казанского военного округа. В 1887 году произведён в генералы от инфантерии с увольнением в отставку.